# Germaine Bazzle

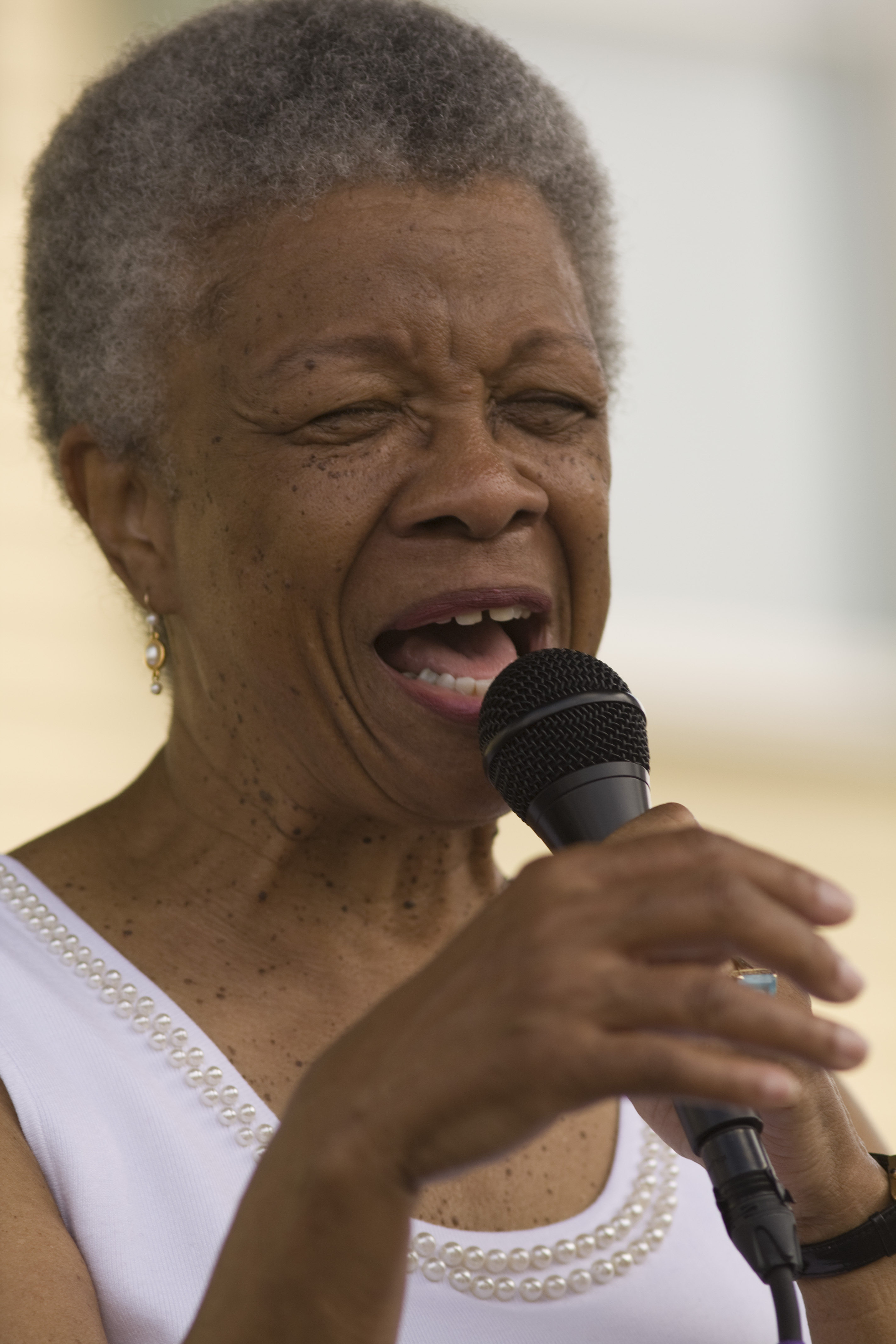
Germaine Bazzle 2009

Germaine Bazzle (* 28. März 1932 in New Orleans) ist eine US-amerikanische Jazzsängerin.
Bazzles Eltern spielten beide Piano. Nach ihrem Studienabschluss an der Xavier University of Louisiana arbeitete sie als Lehrerin, daneben trat sie als Bassistin in Traditional Jazzbands auf. Im Laufe ihrer Karriere, bei der sie im Bereich des Jazz zwischen 1985 und 1997 bei neun Aufnahmesessions mitwirkte, spielte sie u. a. mit Red Tyler, Peter „Chuck“ Badie, Victor Goines, George French, Ellis Marsalis, Emile Vinnette, Larry Siebert und David Torkanowsky, daneben mit ihrer Band Germaine Bazzle & Friends. Unter eigenem Namen legte sie das Album Standing Ovation vor; 1985 wirkte sie mit Johnny Adams bei Red Tylers Album Heritage mit. 2007 hielt sie Workshops beim Louis Armstrong Jazz Camp.

## Diskographische Hinweise
- The New New Orleans Music: Vocal Jazz (Rounder, 1988), mit Red Tyler